# La Girondina
La Girondina es un complejo de esculturas exteriores de bronce en homenaje al torero venezolano César Girón, ubicada en los terrenos de la plaza de toros de Maracay, Venezuela. El monumento es obra de Emilio Laíz Campos y consta de una réplica del torero iniciando el pase circular frente a la escultura de un toro herido por tres estacas y apodado Presumido. El título de la obra, "Girondina", se debe al nombre del clásico modo que Girón se hacía girar durante el pase largo con la derecha.
La Maestranza de Maracay había recibido previamente otra obra de Laíz Campos, una estatua del torero Manolete. Laíz Campos realizó otra estatua de Girón, de pie, que se encuentra ubicada en el patio de entrada de la histórica plaza Nuevo Circo, en la Parroquia San Agustín (Caracas).

## Historia
El monumento La Girondina de la Maestraza de Maracay, es obra del escultor Emilio Laíz Campos, solicitada por la alcaldía de Maracay y supervisada por la Embajada venezolana en España a comienzos de los años 1980, durante el gobierno de Luis Herrera Campins y meses previo a la Tragedia de Tacoa (diciembre de 1982) y al Viernes Negro venezolano (febrero de 1983). El proceso de ejecución y fundición constaba de dos partes de la obra: la del torero César Girón dando inicio a un derechazo largo que adaptaría el patronímico de "girondina", y un inmenso toro de cinco años de edad que el escultor llamó con humor y cierta picardía Presumido por lo bien dotadas que estaban las características del toro en todos los sentidos. El Monumento a Girón realizado totalmente en los talleres de Codina Hermanos, en Madrid, atravesó el Atlántico hasta tierra firme venezolana a finales de 1985, días después de la muerte del autor. El monumento a Girón fue la última escultura de Laíz Campos.

## Epónimo
El léxico taurino bautizó con un nombre específico al movimiento clásico de grandes toreros al hacer sus quites ante el toro herido, usualmente con un lance delantero ejecutado con el capote. De este modo, el lutz viene del apellido de su creador, así como la gaonera viene de Rodolfo Gaona y la manoletina, el pase popularizado por Manolete. El pase natural de Girón también fue inmortalizado con su propio término: la Girondina, nombre probablemente adoptado por el usado durante la Convención Nacional de la Revolución francesa para distinguir a uno de los grupos de diputados moderados de la asamblea: los girondinos. Ese mismo añose redactó la «constitución girondina» que, aunque no llegó a ser promulgada, pudiera haber sido inspiración en la mente del prócer venezolano Francisco de Miranda quien se hallaba en Francia en esos años. Al hacer el nuevo monumento a Girón, la decisión fue de usar el tema más famoso del torero: su pase de muleta la girondina, de allí el título de la estructura.

## Características

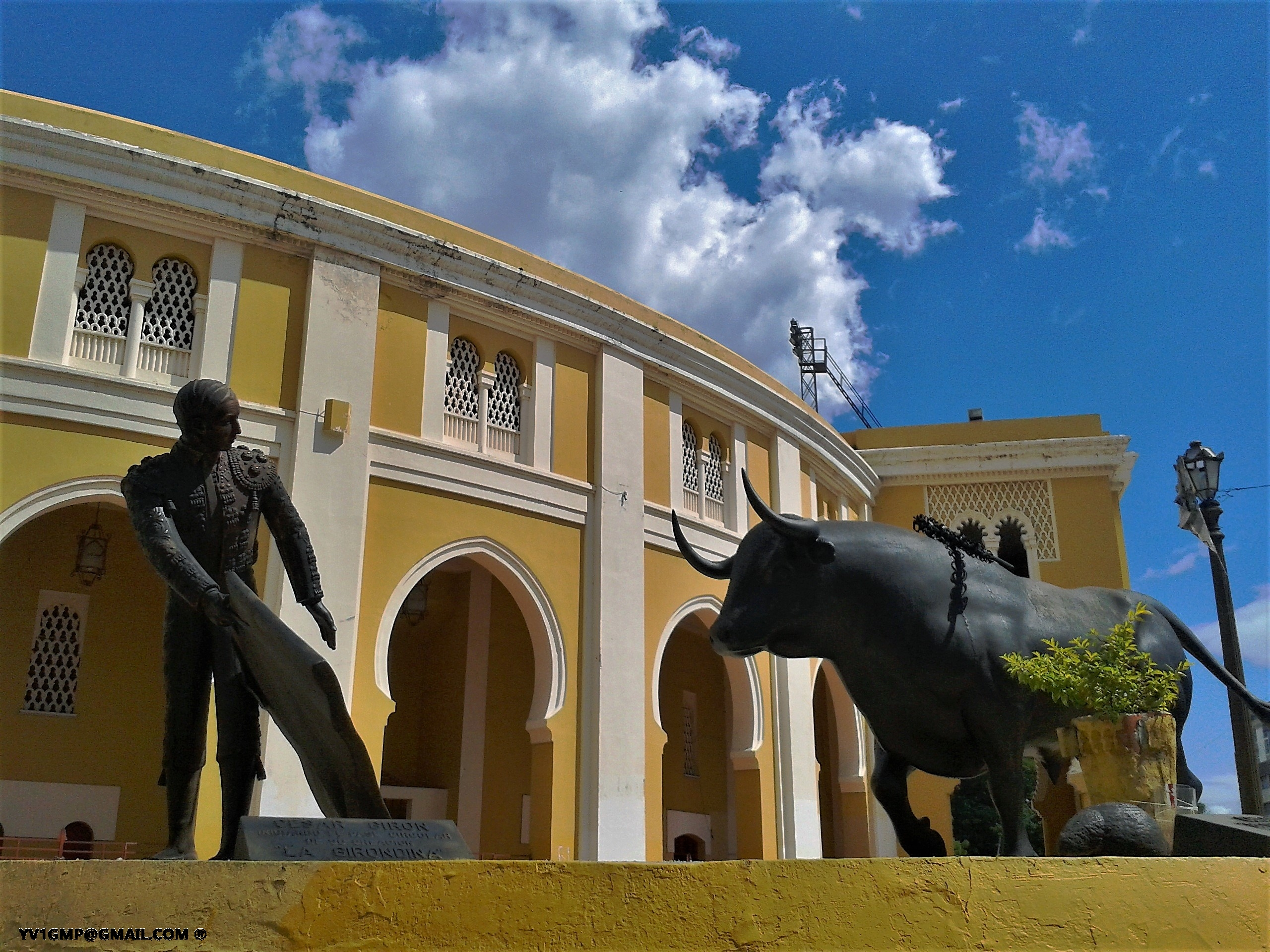
Monumento La Girondina de la Maestranza de Maracay,

La Girondina consta de dos estatuas, vaciadas en bronce: la del torero en traje de luces presentando su muleta en conjunto con un toro herido por tres estacas en actitud ofensiva a punto de embestir. Ambas estatuas son de tamaño natural representando el breve momento previo a cuando el torero da su famoso pase de muleta. Ambas estatuas están separadas una de la otra por aproximadamente 1.2 m deste el hocico del toro hasta la punta del lienzo arrastrada sobre el suelo. Representando a César Girón, el torero tiene su estaquillador por la mano derecha, inclinado sobre su lado derecho con el pie izquierdo al frente, haciendo que su torso tenga que girar hacia la izquierda para citar al toro con su muleta. El pase circular es una variación personalizada del "quite inverso", obligando al torero a inclinarse levemente para no quitarle la cara al toro, listo para hacer el giro por la espalda.